# 阿方索·格拉
阿方索·格拉·冈萨雷斯（西班牙語：Alfonso Guerra González，1940年5月31日—）是西班牙法学家，政治家，教授。1982年至1991年担任副首相。1977年至2015年长期担任众议院议员。

## 生平
1940年生于塞维利亚。毕业于塞维利亚大学语言文学院。1960年加入社会主义青年团，1962年加入西班牙工人社会党。1970年进入工人社会党执行委员会。1976年当选党内组织书记，1979年当选副总书记。
他为1978年西班牙宪法的制定做出了巨大贡献。1982年工人社会党在大选中获胜后，他出任内阁副首相。1991年受兄长胡安·格拉腐败丑闻的影响被迫辞去了副首相职位。
2014年底宣布不再担任议员，退出政坛。

## 荣誉
- 费德里科·比利亚雷亚尔国立大学荣誉博士（1988年）[7]
- 罗马大学金质奖章（1984年）[8]